# Repsol Honda

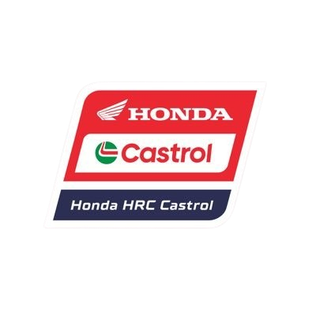
Pilotos: 10. Luca Marini 36. Joan Mir

Honda HRC Castrol é uma equipa que participa no campeonato do mundo de MotoGP, com os motociclistas Luca Marini e Joan Mir que conduzem uma Honda RC213V. Ambos usam pneus Michelin. Mir ostenta o número 36 começa na equipe em 2023, vindo da Suzuki,que saiu do campeonato mundial ao fim de 2022.
A dupla anterior era composta por Joan Mir e Marc Marquez. MM93 já acumulou 5 títulos mundiais pela Repsol Honda, superando Michael Doohan que foi um dos maiores nomes da categoria rainha do MotoGP.

A Honda já conta com 15 campeonatos no seu currículo com Michael Doohan em 1995, 1996, 1997 e 1998, com Àlex Criville em 1999, com Valentino Rossi em 2002 e 2003, com Hayden em 2006, com Casey Stoner em 2011 e com Marc Márquez em 2013, 2014, 2016, 2017, 2018 e 2019.